# البحث عن زوج امرأتي (فلم)
البحث عن زوج امرأتي هو فيلم كوميدي مغربي صدر سنة 1993، من إخراج محمد عبد الرحمن التازي، وبطولة البشير السكيرج، ومنى فتو، وأمينة رشيد، ونعيمة المشرقي. تدور أحداث الفيلم حول الحاج أحمد بن موسى تاجر المجوهرات متعدد الزوجات، والذي يطلق زوجته الثالثة الشابة بعد مشاكل معها، لكنه يندم ويريد استرجاعها مجددًا، فيخطط لتزويجها بمحلل للعودة إليها، لكن خطته تتعثر عندما يختفي الزوج المؤقت.
عُرض الفيلم في العديد من المهرجانات السينمائية الوطنية والدولية، حيث فاز بعدد من الجوائز. وهو أحد أكثر الأفلام المحلية شعبية في المغرب، حيث وصل عدد مشاهديه إلى ما يقرب من مليون متفرج. فيلم للا حبي هو تكملة للفيلم.

## القصة
تدور أحداث الفيلم الكوميدي الشهير في المدينة العتيقة بفاس حيث يقيم الحاج أحمد بن موسى تاجر المجوهرات والمتزوج بثلاث زوجات، لكن زوجته الثالثة الشابة المتمردة ( تلعب دورها منى فتو ) خلقت له عدة مشاكل مما جعله يقرر الطلاق منها بالثلاث، لكن حبه لها جعله يندم على قراره فقرر أن يعيد الزواج بها من جديد. لكن من أجل هذا يجب عليه تزويجها بشخص ما تم الطلاق منه حتى يتمكن من استعادتها كزوجة من جديدة دون مخالفة الشريعة الإسلامية، لكن كل خطط الحاج تتبعثر بعد أن اختفى الزوج المؤقت الذي اختاره لها وانقطعت أخباره دون أن يتم طلاقه بالزوجة الشابة.
الفيلم لقي نجاحا كبيرا في دور العرض السينمائية بالمغرب خلال فترة عرضه.

## طاقم التمثيل
- البشير السكيرج بدور الحاج أحمد بن موسى
- منى فتو بدور هدى
- أمينة رشيد بدور للا حبي
- نعيمة المشرقي بدور للا ربيعة
- فاطمة مستعد بدور طامو
- لالة ماما بدور والدة هدى
- محمد عفيفي بدور والد هدى
- أحمد الطيب العلج بدور الجواهري
- عبد الرحيم بركاش بدور الخياط
- مهدي قطبي بدور الزوج المحلل
- فاطمة المرنيسي

## روابط خارجية
- مقالات تستعمل روابط فنية بلا صلة مع ويكي بيانات